# Mala Vranovina
Mala Vranovina est un village de la municipalité de Topusko (comitat de Sisak-Moslavina) en Croatie. Au recensement de 2011, le village comptait 1 habitant.